# (12045) Klein
(12045) Klein (1997 FH1) – planetoida z pasa głównego asteroid okrążająca Słońce w ciągu 4,21 lat w średniej odległości 2,61 j.a. Odkryta 30 marca 1997 roku.